# Галанте (Бриндизи)
Галанте (итал. Galante) је насеље у Италији у округу Бриндизи, региону Апулија.
Према процени из 2011. у насељу је живело 26 становника. Насеље се налази на надморској висини од 330 м.